# Jarok
Jarok (plaatselijk aangeduid als Íreg) is een Slowaakse gemeente in de regio Nitra, en maakt deel uit van het district Nitra.
Jarok telt 1.912 inwoners.